# Here Come the Brides
Here Come the Brides ist eine US-amerikanische Comedy-Western-Fernsehserie des Produktionsunternehmens Screen Gems, die vom 25. September 1968 bis zum 3. April 1970 auf ABC erstausgestrahlt wurde. Die Serie basiert lose auf Asa Mercers Bemühungen in den 1860ern, die Zivilisation nach Seattle zu bringen, indem er heiratsfähige Frauen aus den Städten an der Ostküste nach Seattle brachte.

## Handlung
Die Westernserie spielt kurz nach Ende des Sezessionskrieges und zeigt nur selten Schießereien, Gewalt wird nur in komischen Faustkämpfen gezeigt. Dies war aufgrund der damaligen Beschränkungen über die Darstellung von Gewalt im Fernsehen erforderlich. In den Folgen wird die Wichtigkeit von Zusammenarbeit, Harmonie zwischen den Rassen und der friedlichen Lösung von Konflikten hervorgehoben. Die Handlung besteht meist aus einer Mischung von Drama und Humor. Die Sendung war eine der ersten Serien, die sich an Frauen richteten, weshalb die meisten Lacher auf Kosten der Männer gehen. Sie befasst sich mit vielen sozialen Themen — Rassismus, ethnische Diskriminierung, Umgang mit körperlich und geistig Behinderten, Geschäftsethik und Ökologie.
In der Pilotfolge droht dem charismatischen Unternehmer Jason Bolt die Schließung seiner Holzfirma, da seine Holzfäller aufgrund des Frauenmangels bereit sind, Seattle zu verlassen. Daraufhin verspricht er ihnen, heiratsfähige Frauen zu finden, die bereit sind, in die Stadt zu kommen und für ein Jahr da zu bleiben. Sägewerksbesitzer Aaron Stempel wettet  viel Geld darauf, dass es Bolt nicht gelingen wird, 100 geeignete Frauen zu finden; die Bolt-Brüder wetten mit ihrem Berg, dem Bridal Veil Mountain, auf dem sich ihre Firma befindet, dagegen.
Die Bolts reisen nach New Bedford, werben dort Frauen an und chartern ein Schiff für die Rückkehr nach Seattle. Saloon-Besitzerin Lottie nimmt die Frauen unter ihre Fittiche und wird für sie zu einer Art Mutterfigur. Unterdessen versucht Jason Bolt, die Frauen davon abzuhalten, bei der nächsten Flut abzureisen.
Schließlich entscheiden sich die Frauen dazu, Seattle und den Holzfällern eine Chance zu geben. Captain Clancy entwickelt eine Beziehung zu Lottie und taucht daraufhin wiederholt in der Sendung auf.
Die erste Staffel dreht sich hauptsächlich um Stempels Bemühungen, den Deal zu sabotieren und das Unternehmen der Bolt-Brüder zu übernehmen. In der zweiten Staffel wird Stempel freundlicher, die Handlung konzentriert sich auf die Entwicklung der einzelnen Charaktere und Konflikte mit Neuankömmlingen und Durchreisenden. Ein wiederkehrendes Thema der Serie ist die Wichtigkeit der Familie, so zeigen die Bolt-Brüder, dass durch Zusammenhalt und demokratische Abstimmungen innerhalb der Familie unerwartete Hindernisse überwunden werden können.
Auch Jasons Brüder Jeremy und Joshua tauchen mehrfach in der Sendung auf. Der stotternde Jeremy ist auch der Freund von Candy Pruitt, der schönen, inoffiziellen Anführerin der Bräute. In einer Folge ist er aufgrund der Hilfe eines Reisenden vorübergehend in der Lage, sein Stottern zu kontrollieren. Es stellt sich jedoch heraus, dass dieser ein Betrüger ist, wodurch Jeremys Glaube so schwer erschüttert wird, dass sein Stottern zurückkehrt.

## Produktion
Die Produzenten der Sendung gaben in einem Interview mit Cecil Smith, dem TV-Kritiker der Los Angeles Times, an, dass die Serie von dem Film Eine Braut für sieben Brüder inspiriert ist. Der Film Karawane der Frauen aus dem Jahr 1951 widmet sich einem ähnlichen Thema.

## Besetzung

### Hauptdarsteller
- Robert Brown: Jason Bolt
- Bobby Sherman: Jeremy Bolt
- David Soul: Joshua Bolt
- Mark Lenard: Aaron Stempel
- Bridget Hanley: Candace „Candy“ Pruitt
- Joan Blondell: Lottie Hatfield
- Henry Beckman: Captain Clancey
- Susan Tolsky: Biddie Cloom

### Nebendarsteller
- Hoke Howell: Ben Perkins
- Robert Biheller: Corky
- Bo Svenson: Olaf „Big Swede“ Gustavsen
- Mitzi Hoag: Essie Halliday (1. Staffel)
- Carole Shelyne: Franny
- Cynthia Hull: Ann
- Eric Chase: Christopher Pruitt (2. Staffel)
- Patti Cohoon: Molly Pruitt (2. Staffel)

### Gastauftritte
Der junge Bruce Lee trat in der Folge „Marriage Chinese Style“ (1969) als chinesischer Immigrant Lin auf. In der gleichen Folge ist auch Nora Marlowe als Mrs. Bronson zu sehen.
Ebenfalls in Gastauftritten zu sehen waren Cicely Tyson, Jane Wyatt, Ed Asner, Majel Barrett, Barry Williams, Marge Redmond, Madeleine Sherwood, Bernard Fox, Vic Tayback, Lynda Day George, Robert Cummings, Daniel J. Travanti, James Sikking, Larry Linville und Bill Mumy.
Mitzi Hoag, die in der ersten Staffel Miss Essie spielte, war in der zweiten Staffel in zwei unterschiedlichen Rollen zu sehen, einmal als griechische Immigrantin in „Land Grant“ und einmal als Nonne in „Absalom“.

## Episoden

### Staffel 1 (1968–69)
| Nr. (ges.) | Nr. (St.) | Titel                         | Erstausstrahlung USA | Regie               | Drehbuch                  |
| ---------- | --------- | ----------------------------- | -------------------- | ------------------- | ------------------------- |
| 1          | 1         | Pilot                         | 25. Sep. 1968        | E. W. Swackhamer    | N. Richard Nash           |
| 2          | 2         | A Crying Need                 | 2. Okt. 1968         | Bob Claver          | Skip Webster              |
| 3          | 3         | And Jason Makes Five          | 9. Okt. 1968         | E. W. Swackhamer    | John O’Dea & Jay Simms    |
| 4          | 4         | The Man of the Family         | 16. Okt. 1968        | E. W. Swackhamer    | Jo Heims                  |
| 5          | 5         | A Hard Card to Play           | 23. Okt. 1968        | Bob Claver          | William Blinn             |
| 6          | 6         | Letter of the Law             | 30. Okt. 1968        | Paul Junger Witt    | Skip Webster              |
| 7          | 7         | Lovers and Wanderers          | 6. Nov. 1968         | E. W. Swackhamer    | William Wood              |
| 8          | 8         | A Jew Named Sullivan          | 20. Nov. 1968        | Jerry Bernstein     | Oliver Crawford           |
| 9          | 9         | The Stand Off                 | 27. Nov. 1968        | James B. Clark      | Don Tait & Skip Webster   |
| 10         | 10        | A Man and His Magic           | 4. Dez. 1968         | Harvey Hart         | Gerry Day                 |
| 11         | 11        | A Christmas Place             | 18. Dez. 1968        | Richard Kinon       | William Blinn             |
| 12         | 12        | After a Dream Comes Mourning  | 1. Jan. 1969         | E. W. Swackhamer    | William Blinn             |
| 13         | 13        | The Log Jam                   | 8. Jan. 1969         | Jerry Bernstein     | Albert Reich              |
| 14         | 14        | The Firemaker                 | 15. Jan. 1969        | Richard Kinon       | James Amesbury            |
| 15         | 15        | Wives For Wakando             | 22. Jan. 1969        | Richard Kinon       | Don Balluck               |
| 16         | 16        | A Kiss for Just So            | 29. Jan. 1969        | Jerry Bernstein     | Al Beich & James Amesbury |
| 17         | 17        | Democracy Inaction            | 5. Feb. 1969         | R. Robert Rosenbaum | William Blinn             |
| 18         | 18        | One Good Lie Deserves Another | 12. Feb. 1969        | Paul Junger Witt    | John O’Dea & Jay Simms    |
| 19         | 19        | One to a Customer             | 19. Feb. 1969        | Jerry Bernstein     | John McGreevey            |
| 20         | 20        | A Dream That Glitters         | 26. Feb. 1969        | Herb Wallerstein    | Gerry Day & Ila Limerick  |
| 21         | 21        | The Crimpers                  | 5. März 1969         | Paul Junger Witt    | Don Tait                  |
| 22         | 22        | Mr. & Mrs. J. Bolt            | 12. März 1969        | Richard Kinon       | Richard Bluel             |
| 23         | 23        | A Man's Errand                | 19. März 1969        | Jerry Bernstein     | Lee Oscar Bloomgarden     |
| 24         | 24        | Loggerheads                   | 26. März 1969        | Richard Kinon       | Skip Webster              |
| 25         | 25        | Marriage Chinese Style        | 9. Apr. 1969         | Richard Kinon       | Skip Webster              |
| 26         | 26        | The Deadly Trade              | 16. Apr. 1969        | Paul Junger Witt    | William Blinn             |

### Staffel 2 (1969–70)
| Nr. (ges.) | Nr. (St.) | Titel                             | Erstausstrahlung USA | Regie              | Drehbuch                                 |
| ---------- | --------- | --------------------------------- | -------------------- | ------------------ | ---------------------------------------- |
| 27         | 1         | A Far Cry from Yesterday          | 26. Sep. 1969        | Bob Claver         | William Blinn                            |
| 28         | 2         | The Wealthiest Man in Seattle     | 3. Okt. 1969         | Richard Kinon      | Charles Watts & Paul Stein & Allen Clare |
| 29         | 3         | The Soldier                       | 10. Okt. 1969        | Paul Junger Witt   | Skip Webster                             |
| 30         | 4         | Next Week, East Lynne             | 17. Okt. 1969        | Irving Moore       | Henry Slesar                             |
| 31         | 5         | A Wild Colonial Boy               | 24. Okt. 1969        | Paul Junger Witt   | Michael Fisher                           |
| 32         | 6         | Hosanna's Way                     | 31. Okt. 1969        | Virgil W. Vogel    | Rick Tobin                               |
| 33         | 7         | The Road to the Cradle            | 7. Nov. 1969         | William F. Claxton | Ken Trevey                               |
| 34         | 8         | The Legend of Bigfoot             | 14. Nov. 1969        | Herb Wallerstein   | Richard Bluel                            |
| 35         | 9         | Land Grant                        | 21. Nov. 1969        | Virgil W. Vogel    | Larry Brody                              |
| 36         | 10        | The Eyes of London Bob            | 28. Nov. 1969        | E. W. Swackhamer   | Ken Trevey                               |
| 37         | 11        | The Fetching of Jenny             | 5. Dez. 1969         | E. W. Swackhamer   | Henry Sharp                              |
| 38         | 12        | His Sister's Keeper               | 12. Dez. 1969        | Jerry Bernstein    | Skip Webster                             |
| 39         | 13        | Lorenzo Bush                      | 19. Dez. 1969        | Jerry Bernstein    | Jack Miller                              |
| 40         | 14        | Obie Brown and the Black Princess | 26. Dez. 1969        | Richard Kinon      | Bob Goodwin                              |
| 41         | 15        | To Break the Bank in Tacoma       | 16. Jan. 1970        | Jerry Bernstein    | Michael Fisher                           |
| 42         | 16        | Debt of Honor                     | 23. Jan. 1970        | Herschel Daugherty | Skip Webster                             |
| 43         | 17        | She Bear                          | 30. Jan. 1970        | William F. Claxton | Don Tait & Allen Clare                   |
| 44         | 18        | Another Game in Town              | 6. Feb. 1970         | Lou Antonio        | Seymour Friedman & Larry Brody           |
| 45         | 19        | Candy and the Kid                 | 13. Feb. 1970        | Jerry Bernstein    | Daniel B. Ullman                         |
| 46         | 20        | Two Worlds                        | 20. Feb. 1970        | Lou Antonio        | Jack Miller & Shelly Mitchell            |
| 47         | 21        | To the Victor                     | 27. Feb. 1970        | Virgil W. Vogel    | Skip Webster                             |
| 48         | 22        | How Dry We Are                    | 6. März 1970         | Nicholas Colasanto | Roberta Goldstone                        |
| 49         | 23        | Bolt of Kilmaron                  | 13. März 1970        | Nicholas Colasanto | Dorothy Fontana                          |
| 50         | 24        | Absalom                           | 20. März 1970        | Paul Junger Witt   | Michael Fisher                           |
| 51         | 25        | The Last Winter                   | 27. März 1970        | Jim Hogan          | Tim Kelly                                |
| 52         | 26        | Two Women                         | 3. Apr. 1970         | E. W. Swackhamer   | Jack Miller                              |

## Rezeption
Die erste Staffel wurde gut genug aufgenommen, um die Serie um eine zweite Staffel zu verlängern, obwohl sich lediglich 152 ABC-Affiliates für die Ausstrahlung entschieden. Zum Vergleich: Die ebenfalls von Screen Gems produzierte Serie Verliebt in eine Hexe wurde in der Saison 1968/69 von 217 ABC-Affiliates ausgestrahlt. Dies führte dazu, dass die Werbung für Here Come the Brides um den Zusatz „...Here Come the Brides! Mittwochs um 7:30 Uhr, 6:30 zentral auf den MEISTEN ABC-Stationen“ erweitert wurde.  Für die zweite Staffel wanderte die Serie von dem familienfreundlichen Ausstrahlungsslot am Mittwochabend um 7:30 Uhr auf den Slot am Freitagabend um 9:00 Uhr, der sich eher an Erwachsene richtete. Der Wechsel des Sendeplatzes und die Ausstrahlung durch einen eher geringen Teil der ABC-Stationen führe dazu, dass die Sendung aus der Liste der vierzig erfolgreichsten Sendungen rutschte und die Produktion im Frühjahr 1970 eingestellt wurde. Viele ABC-Stationen zeigten jedoch im Sommer noch Wiederholungen der Serie zur Hauptsendezeit, letztmals am Freitag, dem 18. September 1970.
Joan Blondell erhielt für beide Staffeln eine Emmy-Nominierung für ihre Rolle der Lottie Hatfield. Sie unterlag jedoch 1969 Barbara Bain und 1970 Susan Hampshire.
Im Dezember 2009 erschien bei BearManor Media Jonathan Etters Buch Gangway, Lord: (The) Here Come The Brides Book mit einem Vorwort von Robert Brown. Bobby Sherman war das einzige noch lebende Mitglied der Besetzung, das nicht mit dem Autor zusammenarbeitete. Jedoch behandelte Sherman die Serie in seiner Autobiografie Bobby Sherman: Still Remembering You, die 1996 bei Contemporary Books erschien.

## Musik
Das Titellied Seattle wurde von Jack Keller und Ernie Sheldon geschrieben. Perry Como und Bobby Sherman nahmen etwas unterschiedliche Versionen des Songs auf. Comos Version erreichte in den Vereinigten Staaten Platz 38 in den Charts, Shermans Version wurde zwar von einigen Radiosendern ausgestrahlt, jedoch nicht als Single veröffentlicht. Dabei nimmt keine der Versionen auf den Titel der Serie Bezug. Ab Episode 8 wurde eine überarbeitete Version der Titelmusik genutzt. Die veränderte Version wurde auch für die gesamte zweite Staffel verwendet.

## Französischsprachige Version
Eine französischsprachige Version der Sendung und des Titellieds (gesungen von einem Chor männlicher Sänger) war im französischen Kanada unter dem Titel Cent filles à marier (Hundert Mädchen zum Heiraten) erfolgreich. Die Sendung nutzte die Popularität der amerikanischen Sendung und profitierte davon, dass es mit der Überfahrt junger Frauen nach Québec (siehe Töchter des Königs) einen vergleichbaren historischen Bezug gab.

## Heimvideoveröffentlichung
Am 16. Mai 2006 veröffentlichte Sony Pictures Home Entertainment die erste Staffel auf DVD für Region 1.
Am 14. Oktober 2011 gab Shout! Factory bekannt, die Rechte für die Heimvideoveröffentlichung erworben zu haben, die Veröffentlichung der finalen Staffel auf DVD erfolgte am 28. Februar 2012.

## Wiederholungen
Mitte der 1980er wurde die Serie bei CBN Cable ausgestrahlt. Anfang Januar 2011 begann Antenna TV mit der Ausstrahlung der Serie. INSP sendete von 2018 bis 2020 sonntagmorgens je zwei Episoden von Here Come the Brides. Der Sender Decades strahlte die meisten Folgen der Serie jeweils an den Wochenenden des 2. und 3. Juni 2018, des 1. und 2. Februar 2019
und des 23. und 24. Januar 2021 im Breitbildformat aus.

## Bezug zuStar Trek
In Barbara Hamblys Star-Trek-Roman Ishmael reist Spock in der Zeit zurück und an den Ort von Here Come the Brides, nachdem er herausfindet, dass die Klingonen die Föderation verhindern wollen, indem sie Aaron Stempel (im Buch „Stemple“ geschrieben) töten wollen, ehe er im 19. Jahrhundert eine außerirdische wirtschaftliche Übernahme der Erde abwehren kann. Während des Großteils der Handlung hat Spock sein Gedächtnis verloren und Stempel kümmert sich um ihn und gibt ihn als seinen Neffen „Ishmael“ aus und hilft ihm auch dabei, seine außerirdische Herkunft zu verbergen. Am Ende der Folge findet Captain Kirk heraus, dass Stempel ein Vorfahr von Spocks Mutter ist. Dies ist eine Anspielung darauf, dass Mark Lenard in einigen Folgen von Raumschiff Enterprise und Raumschiff Enterprise – Das nächste Jahrhundert sowie in mehreren Star-Trek-Filmen Spocks Vater Sarek spielte.
Majel Barrett, die in Raumschiff Enterprise die Krankenschwester Christine Chapel spielte, war in der Folge „Lovers and Wanderers“ der ersten Staffel als Tessa zu sehen.
Jane Wyatt spielte in Raumschiff Enterprise Spocks Mutter und hatte in „Two Women“, der letzten Folge der Serie, einen Gastauftritt. Sie war jedoch in keinen gemeinsamen Szenen mit Mark Lenard zu sehen.
Neben Lenard waren weitere Schauspieler aus Here Come the Brides in Raumschiff Enterprise zu sehen: Robert Brown (Lazarus in „Auf Messers Schneide“), David Soul (Makora in „Die Stunde der Erkenntnis“), und Carole Shelyne (Metron in „Ganz neue Dimensionen“, Stimme: Vic Perrin).